# Самарас, Йоргос
Йо́ргос Самара́с (греч. Γιώργος Σαμαράς; род. 21 февраля 1985[…], Ираклион) — греческий футболист, нападающий.

## Карьера

### «Херенвен»
Самарас переехал в Нидерланды вместе со своим отцом, Иоаннисом Самарасом, бывшим профессиональным футболистом, в возрасте 16 лет подписав контракт с «Херенвеном». Дебютировал в сезоне 2003/04, выступал в десяти матчах. За этим последовали два успешных сезона в чемпионате Нидерландов, после чего на нападающего обратили внимание скауты некоторых клубов английской Премьер-лиги. После интереса к футболисту «Арсенала», он всё-таки стал игроком «Манчестер Сити» за 6 миллионов фунтов.

### «Манчестер Сити»
Его дебют в «Манчестер Сити» произошёл, когда он вышел на замену в матче против «Ньюкасла», и открыл счёт голам в сезоне 2005/06 английской Премьер-лиги 12 февраля 2006 года против «Чарльтона», в котором его команда праздновала победу 3:2.
Вслед за хорошим стартом последовал спад, и первый сезон в английской Премьер-лиге 2006/07 был не очень удачным — за сезон он забил всего 6 голов, при этом отыграл в 42 матчах (большинство из которых — после выхода на замену). Однако, под конец сезона он забил два гола в матче против «Эвертона», а его команда одержала волевую победу.
Хотя журналисты и критиковали Самараса за низкую результативность, главный тренер «Манчестер Сити» Стюарт Пирс верил в его талант:

Йоргос в первый раз заиграл в 21 год в Английской Премьер-лиге. Он просто молодой парень, который учится игре в самой сложной лиге в мире.— 
Вслед за отставкой Пирса, Самарас два месяца не выходил на поле в сезоне 2007/08 при новом главном тренере Эрикссоне. Как отмечали некоторые репортёры, главный тренер убрал его из команды после подписания восьми новых игроков. Однако Самарас отказался покидать клуб даже после интереса к его кандидатуре со стороны «Мидлсбро».
Он предпочёл бороться за место в составе «Манчестер Сити». 25 сентября 2007 года Самарас провёл свою первую игру сезона 2007/08 за клуб в Кубке лиги в игре против «Норвич Сити». Самарас вернул доверие тренера, забив победный гол на 90-й минуте. После этого ему удалось сыграть в нескольких матчах Премьер-лиги, за что получил от тренера лестные высказывания о его профессионализме, желании бороться и т. п. Однако, переговоры о его переходе продолжались, например, его трансфером заинтересовался «Бирмингем».

### «Селтик»
Разговоры о трансфере футболиста продолжались, и в итоге 28 января 2008 года нападающий был отдан в аренду до конца сезона. Ему достался номер 9.
Одна из причин того, что он принял предложения «Селтика» — возможность быть заигранным и лучше подготовиться к выступлению национальной команды Греции на Евро 2008. Самарас забил в своём дебютном матче за «Селтик», а его новая команда победила «Килмарнок» в Кубке Шотландии со счётом 5:1. В первых нескольких играх он также забивал в играх «Селтика» против «Хиберниана», «Инвернесса» и «Гретны». Сезон закончился триумфально для него и для команды — «Селтик» стал чемпионом Шотландии.
Всего он забил 6 голов за «Селтик» при 21 проведённом матче в период аренды.
15 июля он подписал контракт на три года с шотландским клубом на сумму около 1,5 млн.фунтов.
23 августа Самарас забил первый гол в новом сезоне 2008/09 в матче против «Фалкирка». После нескольких удачных матчей он был назван лучшим игроком Лиги в сентябре. 26 июля 2009 года он провёл уникальный гол против «Тоттенхэма» на Кубке Уэмбли, а его команда победила 2:0.
Первый гол в международном матче провёл в матче «Селтика» с московским «Динамо».

### «Вест Бромвич Альбион»
22 августа 2014 года Самарас перешёл в английский клуб «Вест Бромвич Альбион», подписав контракт на 2 года.

## Сборная Греции
Самарас мог играть за юношескую сборную Австралии. Его отец Иоаннис Самарас родился в Мельбурне, но затем переехал в Грецию в возрасте 13 лет и успешно выступал за «Панатинаикос» и национальную команду. Его дед (тоже Йоргос) был одним из основателей футбольного клуба «Саут Мельбурн». Хотя существовала возможность выступать за Австралию, он ей не воспользовался.
Футболист дебютировал в составе сборной Греции всего через 7 дней после своего 21-го дня рождения 28 февраля 2006 года в товарищеской игре против сборной Беларуси и забил единственный гол в матче. Затем он играл в матчах отборочного цикла Евро-2008, в мае 2008 года стало известно, что он едет на чемпионат Европы. Его четвёртый гол в международных матчах в ворота Израиля стал решающим для его команды в отборочном турнире к Чемпионату мира по футболу 2010, кроме того, он отличился в своем родном городе Ираклионе.

### Голы за сборную
| Гол | Дата            | Место                        | Соперник             | Счёт | Результат | Соревнование                                             |
| --- | --------------- | ---------------------------- | -------------------- | ---- | --------- | -------------------------------------------------------- |
| 1.  | 28 февраля 2006 | Лимасол, Кипр                | Беларусь             | 1:0  | Победа    | Товарищеский матч                                        |
| 2.  | 1 марта 2006    | Никосия, Кипр                | Казахстан            | 0:2  | Победа    | Товарищеский матч                                        |
| 3.  | 11 октября 2006 | Зеница, Босния и Герцеговина | Босния и Герцеговина | 0:4  | Победа    | Чемпионат Европы по футболу 2008 (отборочный турнир)     |
| 4.  | 1 апреля 2009   | Ираклион, Греция             | Израиль              | 2:1  | Победа    | Чемпионат мира по футболу 2010 (отборочный турнир, УЕФА) |
| 5.  | 10 октября 2009 | Афины, Греция                | Латвия               | 5:2  | Победа    | Чемпионат мира по футболу 2010 (отборочный турнир, УЕФА) |
| 6.  | 22 июня 2012    | Гданьск, Польша              | Германия             | 4:2  | Поражение | Чемпионат Европы по футболу 2012                         |
| 7.  | 24 июня 2014    | Форталеза, Бразилия          | Кот-д’Ивуар          | 2:1  | Победа    | Чемпионат мира по футболу 2014                           |

## Статистика
Последнее обновление 29 апреля 2012
| Сезон   | Клуб           | Матчи | Голы |  |
| ------- | -------------- | ----- | ---- |  |
| 2002/03 | Херенвен       | 15    | 4    |  |
| 2003/04 | Херенвен       | 27    | 4    |  |
| 2004/05 | Херенвен       | 31    | 11   |  |
| 2005/06 | Херенвен       | 15    | 6    |  |
| 2005/06 | Манчестер Сити | 14    | 4    |  |
| 2006/07 | Манчестер Сити | 36    | 4    |  |
| 2007/08 | Манчестер Сити | 5     | 0    |  |
| 2007/08 | Селтик         | 16    | 5    |  |
| 2008/09 | Селтик         | 31    | 15   |  |
| 2009/10 | Селтик         | 32    | 10   |  |
| 2010/11 | Селтик         | 22    | 3    |  |
| 2011/12 | Селтик         | 25    | 4    |  |
| Всего   | Всего          | 269   | 70   |  |

## Достижения
«Селтик»
- Чемпион Шотландии (3): 2007/08, 2011/12, 2012/13
- Обладатель Кубка Шотландии (3): 2008/09, 2010/11, 2012/13
- Обладатель Кубка шотландской лиги: 2008/09